# Меґан Сімістер
Меґан Сімістер (англ. Meaghan Simister; 10 листопада 1986, м. Реджайна, Канада) — канадська саночниця, яка виступає в санному спорті на професіональному рівні з 2003 року. В національній команді, учасник зимових Олімпійських ігор 2006 (під час третього заїзду потрапила в аварію й не закінчила змагання) і 2010 році в одиночних змаганнях й стала 25-ю в табелі рангів. Спортивна кар'єра синусоїдоподібна, перебувала зчаста в другому-третьму десятку саночниць, а от починаючи з 2008 року закріпилася в 20-ці найкращих саночниць світу.